# 2004 في سنغافورة
فيما يلي قوائم الأحداث التي وقعت خلال عام 2004 في سنغافورة.

## سياسة

### تعيين في المنصب
- 12 أغسطس – غو تشوك تونغ Emeritus Senior Minister [الإنجليزية]‏.
- 12 أغسطس – لي هسين لونغ رؤساء وزراء سنغافورة.

### انتهاء فترة المنصب
- 12 أغسطس – غو تشوك تونغ رؤساء وزراء سنغافورة.

## رياضة
- 1 يناير – دوري سنغافورة للمحترفين 2004 الفائز نادي تامبينس روفرز.

## وفيات

### أغسطس
- 29 أغسطس – لين تشن (مواليد 1919) كاتب سنغافوري.